# Eugenio Gómez Mir
Eugenio Gómez Mir – hiszpański malarz pochodzący z Andaluzji.
Jego pierwszym nauczycielem był granadyjczyk Eduardo García Guerra. Po przeprowadzce do Madrytu poznał Joaquina Sorollę i Antonia Muñoza Degraina. Przez kilka lat mieszkał w Paryżu, gdzie zetknął się z impresjonizmem. Jego twórczość można podzielić na dwa etapy. Początkowo tworzył głównie akwarele na papierze i rysunki stalówką, później zainteresował się malarstwem olejnym. Jego prace często nawiązują do rodzimej Grenady przywołując motywy Alhambry i Generalife (Jardines Altos del Generalife, Paisaje de la Alpujarra, La torre del castillo). Malował również martwe natury.